# 巴西擬鳳䲁
巴西擬鳳䲁（學名：Salaria basilisca），又稱巴西擬唇齒䲁，為輻鰭魚綱鳚形目䲁科擬鳳䲁屬的一種，分布於亞得里亞海及地中海突尼西亞與土耳其海域，深度2至15公尺，背鰭硬棘11-13枚、背鰭軟條23-27枚、臀鰭硬棘2枚、臀鰭軟條25-28枚，體長可達18公分，棲息在岩石底質的海草床，個體首先是雌魚然後轉變為雄魚，雌魚產附著性卵，雄魚有護卵行為，幼魚為浮游性，生活習性不明。